# Acilia Sud
Acilia Sud è la trentatreesima zona di Roma indicata con Z. XXXIII.
Il toponimo indica anche la zona urbanistica 13C del Municipio Roma X di Roma Capitale.

## Geografia fisica

### Territorio
Si trova nell'area sud-ovest di Roma, a ridosso ed esternamente al Grande Raccordo Anulare, fra la via del Mare a nord-ovest e via Cristoforo Colombo a sud-est.
La zona confina:
- a nord con le zone Z. XXXV Ostia Antica[1] e Z. XXXII Acilia Nord[2]
- a est con la zona Z. XXXI Mezzocammino[3]
- a sud con le zone Z. XXIX Castel Porziano[4] e Z. XXX Castel Fusano[5]
- a ovest con la zona Z. XXXIV Casal Palocco[6]

La zona urbanistica confina:
- a nord con la zona urbanistica 13B Acilia Nord
- a est con la zona urbanistica 13A Malafede
- a sud con la zona urbanistica 13D Palocco
- a sud-ovest con la zona urbanistica 13H Castel Fusano
- a ovest con la zona urbanistica 13E Ostia Antica

## Monumenti e luoghi d'interesse

### Architetture civili
- Casale Malafede, su via Ostiense. Casale del XIX secolo. 41.792852°N 12.389013°E

### Architetture religiose
- Chiesa di San Leonardo da Porto Maurizio, su via Ludovico Antomelli. Chiesa del XX secolo (1936).
- Chiesa di San Giorgio Martire, su largo San Giorgio. Chiesa del XX secolo. 41.778803°N 12.358852°E

Parrocchia eretta il 1º febbraio 1963 con il decreto del cardinale vicario Clemente Micara "Succrescente incolarum numero".
- Chiesa di San Pier Damiani, su piazza San Pier Damiani. Chiesa del XX secolo (1970).
- Chiesa di Santa Melania juniore, su via Eschilo. Chiesa del XX secolo (1984-86).
- Chiesa di San Pio da Pietrelcina, su via Paolo Stoppa. Chiesa del XXI secolo (2007-10).

### Siti archeologici
- Viadotto dell'antica via Ostiensis, su via Ostiense. Ponte dell'età repubblicana. 41.782122°N 12.35654°E
- Villa di Fralana, su via Francesco Menzio. Villa del II secolo. 41.774827°N 12.377617°E

Villa con parte residenziale e produttiva.
- Villa della Longarina, su via Cristoforo Colombo. Villa dell'età imperiale. 41.781108°N 12.399359°E

Villa rustica, reinterrata.

### Aree naturali
- Parco della Madonnetta, lungo via Bruno Molajoli
- Parco Lucio Battisti, compreso tra via Massimo Troisi, piazza Charlot e via Marcello Mastroianni. 41.786411°N 12.396942°E
- Parco Giacomo Manzù, compreso tra via Alberto Galli, via Gino Bonichi, via Telemaco Signorini e via Orazio Amato. 41.77723°N 12.359464°E
- Parco Mia Martini, lungo via Domenico Modugno. 41.789478°N 12.392999°E

## Geografia antropica

### Urbanistica
Nel territorio di Acilia Sud si estendono, oltre l'omonima zona urbanistica 13C, la zona 13A Malafede, parte della zona 13D Palocco e le aree urbane denominate Axa e Madonnetta (zona "O" 44).

### Suddivisioni storiche
Del territorio di Acilia Sud fanno parte, da est a ovest, lungo la via Ostiense, le frazioni di Casal Bernocchi, Acilia (area sud) e San Giorgio di Acilia.

## Infrastrutture e trasporti
|  | È raggiungibile dalle stazioni: Acilia Sud-Dragona, Acilia e Casal Bernocchi-Centro Giano. |